# Paramoera paakai
Paramoera paakai is een vlokreeftensoort uit de familie van de Pontogeneiidae. De wetenschappelijke naam van de soort is voor het eerst geldig gepubliceerd in 1977 door J.L. Barnard.